# Narros de Matalayegua
Narros de Matalayegua is een gemeente in de Spaanse provincie Salamanca in de regio Castilië en León met een oppervlakte van 74,07 km². Narros de Matalayegua telt 238 inwoners (1 januari 2016).

## Demografische ontwikkeling
Bron: INE, 1857-2011: volkstellingen
Opm.: In 1857 werden de gemeenten Cortos de la Sierra en Peralejos de Solis aangehecht; in 1877 werd de gemeente Iñigo aangehecht